# Forma normal clausal
A forma normal clausal é usada em programação lógica e em muitos sistemas provadores de teoremas. O procedimento de conversão de uma fórmula para a forma clausal pode destruir a estrutura da fórmula e, além disso, traduções feitas de forma descuidada freqüentemente causam o crescimento exponencial no tamanho da fórmula resultante.
O procedimento começa com uma fórmula qualquer da lógica clássica de primeira ordem:
1. Coloque a fórmula na forma normal prenex.
2. Realize o fecho universal da fórmula.
3. Skolemize - substitua as variáveis existenciais por constantes de Skolem ou funções de Skolem de variáveis universais, de fora para dentro. Faça as seguintes substituições:
  - {\displaystyle \exists x.P(x)} torna-se {\displaystyle P(c)}, onde {\displaystyle c} é novo.
  - {\displaystyle \forall x....\exists y.P(y)} torna-se {\displaystyle \forall x....P(f_{c}(x))}, onde {\displaystyle f_{c}} é nova.
4. Remova os quantificadores universais.
5. Coloque a fórmula na forma normal conjuntiva.
6. Coloque a sentença resultante na forma de um conjunto de cláusulas, substituindo {\displaystyle C_{1}\land ...\land C_{n}} por {\displaystyle \{C_{1},...,C_{n}\}}.

Freqüentemente, é suficiente gerar uma FNC eqüi-satisfatível (não uma equivalente) para uma fórmula. Nesse caso, o pior caso de crescimento exponencial pode ser evitado introduzindo definições e usando-as para renomear partes da fórmula.

## Exemplos
Exemplo 1: {\displaystyle \forall x(\exists z(\lnot P(x,z)\lor \exists yP(y,x))}
Passo 1) A fórmula já está na forma normal prenex.
Passo 2) Skolemizar a fórmula:
{\displaystyle \forall x\exists z\exists y(\lnot P(x,z)\lor P(y,x))}
Substituindo {\displaystyle z} por {\displaystyle f(x)} e {\displaystyle y} por {\displaystyle g(x):}
{\displaystyle \forall x(\lnot P(x,f(x))\lor P(g(x),x))}
Passo 3) Remover o quantificador universal {\displaystyle \forall x}:
{\displaystyle \lnot P(x,f(x))\lor P(g(x),x)}
Passo 4) A fórmula já está na forma norma conjuntiva.
Passo 5) Olhando para isto como um conjunto de cláusulas:
{\displaystyle \{\lnot P(x,f(x))\lor P(g(x),x)\}}
Exemplo 2: {\displaystyle \forall x(\lnot \forall y(P(x,y)\land \forall z\lnot R(y,z))\land \forall y\lnot P(x,y))}
Passo 1) Colocar a fórmula na forma normal da negação:
{\displaystyle \forall x(\lnot \forall y(P(x,y)\land \forall z\lnot R(y,z))\land \forall y\lnot P(x,y))}
{\displaystyle \forall x(\exists y\lnot (P(x,y)\land \forall z\lnot R(y,z))\land \forall y\lnot P(x,y))}
{\displaystyle \forall x(\exists y(\lnot P(x,y)\lor \lnot \forall z\lnot R(y,z))\land \forall y\lnot P(x,y))}
{\displaystyle \forall x(\exists y(\lnot P(x,y)\lor \exists zR(y,z))\land \forall y\lnot P(x,y))}
Passo 2) Skolemizar a fórmula:
{\displaystyle \forall x\exists y_{1}\exists z\forall y_{2}((\lnot P(x,y_{1})\lor R(y_{1},z))\land \lnot P(x,y_{2}))}
Substituindo {\displaystyle y_{1}} por {\displaystyle f(x)} e {\displaystyle z} por {\displaystyle g(x)}:
{\displaystyle \forall x\forall y_{2}((\lnot P(x,f(x))\lor R(f(x),g(x))\land \lnot P(x,y_{2}))}
Passo 3) Remover os quantificadores universais {\displaystyle \forall x} e {\displaystyle \forall y_{2}}:
{\displaystyle ((\lnot P(x,f(x))\lor R(f(x),g(x))\land \lnot P(x,y_{2}))}
Passo 4) A fórmula já está na forma normal conjuntiva.
Passo 5) Dispor na forma de um conjunto de cláusulas:
{\displaystyle \{\lnot P(x,f(x))\lor R(f(x),g(x)),\lnot P(x,y_{2})\}}